# 大熊ゆうご
大熊 ゆうご（おおくま ゆうご）は、日本の漫画家。

## 作品リスト

### 漫画作品

#### 連載
- ヤクザガール〜ブレイド仕掛けの花嫁〜（大熊由護名義、原作：元長柾木、秋田書店『チャンピオンRED』 2008年3月号 - 2009年2月号）
- 真々田さんと生物部で（秋田書店『日刊!浦安鉄筋家族 THE WEB』（2010年11月-2011年1月）等）
  - 上記のサイト以外では、週刊少年チャンピオン2010年2月5日増刊号『毎度!浦安鉄筋家族 わしゃしゃお年玉増刊』および、『週刊少年チャンピオン』2010年29号、2011年7号に掲載。
- ヤング ブラック・ジャック（原作：手塚治虫、脚本：田畑由秋、秋田書店『ヤングチャンピオン』 2011年No.24 - 2019年No13）
- 僕と彼女のゲーム戦争（原作：師走トオル、アスキー・メディアワークス『電撃マオウ』 2012年7月号 - 2013年3月号）

#### 読切
- 生ケモノ SPECIAL AFFAIRS DIVISION（大熊由護名義、秋田書店『チャンピオンRED』 2007年7月号）
  - 第13回RED新人賞佳作受賞作。
- 専守防衛!妹ドーメイ（大熊由護名義、秋田書店『チャンピオンRED』 2007年11月号）
- トクモリ〜生ケモノ2〜（秋田書店『チャンピオンRED』 2009年6月号）
- かみ、ひと、えっ?（秋田書店『チャンピオンRED』 2010年9月号）

### 書籍
- 『ヤクザガール〜ブレイド仕掛けの花嫁〜（英語版）』（大熊由護名義、原作：元長柾木）、秋田書店 2008年 - 2009年、全2巻
- 『ヤング ブラック・ジャック』（原作：手塚治虫、脚本：田畑由秋）、秋田書店 2012年 - 2019年、全16巻
  - 『「ヤング ブラック・ジャック」大熊ゆうごイラスト集』（原作：手塚治虫）、秋田書店 2019年、単巻
- 『僕と彼女のゲーム戦争』（原作：師走トオル）、アスキー・メディアワークス 2013年、単巻